# Thái thường tự
Thái thường tự (太常寺, Court of Imperial Sacrifices) là một trong 6 tự trong quan chế Lục tự. Thái thường tự là cơ quan phụ trách việc thi hành những thể thức lễ nghi, điều khiển ban âm nhạc, trông coi các đền chùa thờ Trời, Đất, thần 4 mùa.  Thái thường tự gồm có 7 thự (quan nha) là:
- Giao xã thự (郊社署, Office of the National Altars) - cơ quan phụ trách việc tổ chức lễ tế Trời và tế Đất
- Thái nhạc thự (太樂署, Imperial Music Office) - cơ quan trông coi và điều khiển ban âm nhạc
- Cổ súy thự (鼓吹署, Office of Drums and Fifes)- cơ quan phụ trách việc đánh trống và thổi sáo
- Thái y thự (太医署、Imperial Medical Office) - cơ quan trông coi về y tế cho vua và toàn quốc.  Tại Việt Nam, cơ quan này được tách ra là viện riêng, gọi Thái y viện
- Thái bốc thự (太卜署, Imperial Divination Office) - cơ quan phụ trách việc tính âm dương bói toán. Thời Nguyễn, cơ quan này được tách riêng, gọi Khâm thiên giám
- Lẫm hi thự (廩犧署, Office of Sacrificial Grains and Animals) - cơ quan trông coi việc cung cấp thóc gạo cùng các thú vật cho các cuộc tế lễ
- Thái miếu tự (太廟署, Imperial Ancestral Temple Office) - cơ quan giữ việc coi sóc các đền thờ, miếu mạo

Cũng như các tự khác trong Lục tự, Thái thường tự do quan Tự khanh đứng đầu, Tự thiếu khanh thứ nhì và có các thuộc cấp Chủ sự, Tư vụ, Thư lại giúp việc.
Thời Hồng Đức, thuộc viên có Thần trù thự bào chánh, bào phó.
Thời Hồng Đức và Bảo Thái, Thái thường Tự khanh trật Chánh ngũ phẩm. Thời Nguyễn cho trật Chánh tam phẩm, cao hơn Quang lộc tự khanh. Thái bộc tự thiếu khanh trật Tòng tam phẩm.
Thời Nguyễn, Thái thường tự có 1 Tự khanh, 1 Thiếu khanh, 1 Viên ngoại lang, 1 Chủ sự, 1 Tư vụ, 2 viên Bát Cửu phẩm thư lại, 12 viên Vị nhập lưu thư lại. Giữ việc văn tế, hội phái quan đi tế.
Thời Nguyễn, riêng Hồng lô tự (lo việc tiếp đón sứ đoàn các nước) và Thượng bảo tự (lo việc văn phòng, ấn tín giúp vua) có chức trách thường trực, các chức điều hành trong những tự khác như chức Tự khanh, Tự thiếu khanh thường trao cho các quan trong Lục bộ điều hành tạm thời trong một thời gian, không có chức vụ nhất định.